# Radio Rossii
Radio Rossii (en russe Радио России, c'est-à-dire Radio Russie) est le nom de la principale station de radio nationale de la fédération de Russie. 

## Programmation
Fondée en 1990, elle appartient à la société d'état VGTRK, laquelle regroupe de nombreux médias gouvernementaux parmi lesquels la station de radio internationale la Voix de la Russie et les chaînes de télévision Telekanal Rossiya, Vesti ou RTR Planeta.
Cette station d'état laisse une grande place à l'information, que ce soit au travers d'émissions dédiées ou par l'intermédiaire des bulletins d'information (Вести) diffusés toutes les heures. En 2003, Radio Rossii était encore troisième en termes de part de marché, atteignant 17 % au niveau national et 13 % à Moscou.
Parmi les autres programmes diffusés à l'antenne figurent également des émissions culturelles, des talks-shows et des programmes musicaux. Radio Rossii diffuse dans l'ensemble de la fédération de Russie et dans plusieurs pays de l'ancienne Union Soviétique en modulation de fréquence et en grandes ondes, et peut également être écoutée en direct (Прямой эфир) par le biais d'internet. 
Au total, ce ne sont pas moins de 143 millions de personnes qui peuvent potentiellement écouter les programmes de Radio Rossii en Russie, et plus de 50 millions dans les anciennes républiques soviétiques.